# 森川組
森川組（もりかわぐみ）は、愛媛県今治市に本拠を置き、1946年から1989年まで活動した暴力団。1973年から1989年まで、山口組の2次団体だった。

## 略歴

### 初代森川組
1946年、森川鹿次は野沢春子と結婚した。それから、森川鹿次と春子は、美保町に自宅を構え賭場を開いた。また、森川鹿次は野球賭博の胴元にもなった。このころ、森川組が結成された。

### 二代目森川組
1973年4月19日、矢嶋長次が二代目森川組を襲名した。
1989年、矢嶋長次が引退し、二代目森川組若頭・山田忠利が二代目矢嶋組を継承し、地盤を引き継いだため森川組が消滅した。

## 歴代組長
- 初代 - 森川鹿次
- 二代目 - 矢嶋長次（三代目山口組若中、四代目山口組舎弟）

## 最高幹部
- 組長 - 矢嶋長次
- 若頭 - 山田忠利